# Hans Belle
Hans Belle (* um 1910; † nach 1980) war ein deutscher Jazz- und Unterhaltungsmusiker (Gitarre).

## Leben
Belle war ab 1933 Mitglied im Bar Trio des Akkordeonisten Kubi Kretschma (mit Bert Waldemar, Piano), das nach eigenen Arrangements „passable“ Swingmusik spielte und eine Reihe von Jazzstandards wie „Some of These Days“, „Caravan“ „Limehouse Blues“, „Tiger Rag“ für Polydor aufnahm; in den folgenden Jahren spielte er in den Tanz- und Unterhaltungsorchestern von Erhard Bauschke und Hans Rehmstedt. In den Kriegsjahren entstanden weitere Aufnahmen des Bar Trio (u. a. mit Guus Janssen und Fred Tilling).  Im Bereich des Jazz war er von 1933 bis 1949 an 33 Aufnahmesessions beteiligt, zuletzt kurz vor Kriegsende in Prag im Deutschen Tanz- und Unterhaltungsorchester unter Leitung von Willi Stech („Powerhouse“). 1980 War er noch Gast in Günther Schifters TV Sendung im ORF.